# Jan Lammers (atleet)
Jan Lammers (Drachten, 30 september 1926 – Ureterp, 31 augustus 2011) was een Nederlandse atleet, die kort na de Tweede Wereldoorlog op de sprintnummers zijn grootste successen boekte. Hij nam deel aan de Europese kampioenschappen van 1946 in Oslo, de Olympische Spelen van 1948 in Londen en won op de Europese atletiekkampioenschappen in 1950 een bronzen medaille op de 200 m.

## Biografie

### Binnen een jaar naar EK
Lammers meldde zich in 1946 aan bij atletiekvereniging AV 1945 in Drachten. Bovendien werd hij dienstplichtig militair. Van Defensie kreeg hij alle medewerking om het beste uit zijn atletiekcarrière te halen. Al snel werd zijn talent opgemerkt en mocht hij uitkomen voor de nationale ploeg. Nog datzelfde jaar werd hij uitgezonden naar de EK in Oslo, waar hij in actie kwam op de 4 x 100 m estafetteploeg. Samen met Chris van Osta, Jo Zwaan en Gabe Scholten leverde hij een goede prestatie door in de finale als vierde te finishen in een tijd van 42,3 s.

### Olympische Spelen in Londen
In 1948 werd Jan Lammers eveneens goed genoeg bevonden om Nederland te vertegenwoordigen op de Olympische Spelen in Londen. Hij nam er deel aan de 200 m en opnieuw de 4 x 100 m estafette. Op het eerste nummer haalde hij de kwartfinales, waarin hij als vierde met een tijd van 22,1 werd uitgeschakeld, nadat hij eerder in de serie 22,0 had gelopen. In de estafette had Lammers meer succes. Samen met Gabe Scholten, Jo Zwaan en Jan Meijer werd hij in de finale zesde (en laatste) in 41,9, na de derde serie van de eliminaties te hebben gewonnen in 41,7. Na afloop van de finale werd het Amerikaanse team wegens een verkeerde wissel gediskwalificeerd. Als gevolg hiervan schoof het Nederlandse team op naar de vijfde plaats. Na enkele dagen toonde een amateurfilmpje echter aan dat de diskwalificatie ten onrechte had plaatsgevonden, omdat de overdracht van het estafettestokje binnen de officiële afstand had plaatsgevonden. De Amerikaanse estafetteploeg werd na drie dagen in ere hersteld en ontving alsnog de gouden medaille. Het Nederlandse team schoof daardoor weer op naar de zesde plaats.
Eveneens in 1948 behaalde Jan Lammers zijn eerste nationale titel op de 200 m en werd hij later dat jaar ook nog kampioen op de 100 en 200 m op de Intergeallieerde Militaire Kampioenschappen in Brussel.

### Brons op EK
Wellicht zijn beste jaar beleefde Jan Lammers in 1950. Eerst werd hij bij de Nederlandse kampioenschappen dubbelkampioen op de sprint, om vervolgens tijdens de Europese atletiekkampioenschappen in Antwerpen een bronzen medaille te veroveren op de 200 m. "In 1950 was ik geen medaillekandidaat, maar naarmate het toernooi vorderde, ging ik steeds beter lopen. En tot mijn verrassing won ik brons. Mijn tijd was 22 seconden." Het was tot 2012 het laatste Nederlandse eremetaal, dat door een mannelijke sprinter was behaald op een groot internationaal outdoor-toernooi.

### Estafetterecords
Jan Lammers vestigde gedurende zijn atletiekloopbaan geen nationale records op individuele nummers, maar was wel driemaal betrokken bij een verbetering van het nationale record op de 4 x 200 m estafette. De eerste keer was dit in 1947, toen hij samen met Jo Zwaan, Chris van Osta en Jan Kleyn 1.28,4 liet noteren. Een jaar later verbeterde een team, bestaande uit Jan Lammers, Jan Meijer, Anton Blok en Gabe Scholten deze tijd tot 1.28,0, waarna Bé Holst, Jan Lammers, Jo Zwaan en Jan Kleyn er in 1949 1.27,6 van maakten. Dit laatste record op het overigens vrij incourante estafettenummer hield stand tot 1970.

## Nederlandse kampioenschappen
| Onderdeel | Jaar       |
| --------- | ---------- |
| 100 m     | 1950       |
| 200 m     | 1948, 1950 |

## Persoonlijke records
| Onderdeel    | Prestatie | Datum            | Plaats    |
| ------------ | --------- | ---------------- | --------- |
| 100 m        | 10,6 s    | 4 september 1948 | Brussel   |
| 200 m        | 21,6 s    | 4 september 1948 | Brussel   |
| 110 m horden | 15,6 s    | 9 mei 1948       | Amsterdam |

## Palmares

### 200 m
- 1948: 4e in ¼ fin. OS - 22,1 s (22,0 s in serie)
- 1950:  EK, Antwerpen - 22,1 s

### 4 x 100 m estafette
- 1946: 4e EK, Oslo - 42,3 s
- 1948: 6e OS - 41,9 s